# Oniella ternifasciatata
Oniella ternifasciatata är en insektsart som beskrevs av Cai och Kuoh. Oniella ternifasciatata ingår i släktet Oniella och familjen dvärgstritar. Inga underarter finns listade i Catalogue of Life.